# Chauliognathus ramulosus
Chauliognathus ramulosus es una especie de coleóptero de la familia Cantharidae.

## Distribución geográfica
Habita en Colombia.